# Alexander von Rom (Märtyrer, † 130)
Alexander von Rom (* 1. Jh. in Rom; † 130 ebenda) war ein römischer Märtyrer. Der katholische Gedenktag ist der 3. Mai und identisch mit dem des Bischofs von Rom, Alexander I. Dies führte schon früh dazu, dass beide gleichgesetzt wurden.
Alexander erlitt zusammen mit Eventius, Theodulus und Hermas um 130 unter der Regierung Kaiser Hadrians sein Martyrium. 1855 wurde sein Grab an der Via Nomentana entdeckt.
Die Passio Alexandri – die Geschichte des Martyriums der Heiligen Alexander und Theodulus – entstand als Handschrift im heutigen Nordirak und gelangte nach Deir el Surian, ins Syrerkloster in der ägyptischen Wüste. Von dort kam sie nach London. Ein Teil befindet sich im Mesrob-Maschtots-Institut für alte Handschriften in Erevan (Armenien).